# Antisemiten-Hammer
Der Antisemiten-Hammer ist eine 1894 von Josef Schrattenholz (1847–1909) herausgegebene Anthologie, die gegen die zunehmende Feindlichkeit gegen Juden in der zweiten Hälfte des 19. Jahrhunderts gerichtet war.

## Anthologie
Wie der Untertitel besagt, ist es eine Anthologie aus der Weltliteratur. Der Herausgeber, der sich dezidiert als deutscher Katholik gegen Antisemitismus einsetzte, versammelt darin Zitate von nichtjüdischen Schriftstellern der Weltliteratur sowie von nichtjüdischen Zeitgenossen gegen den Antisemitismus oder zur Verteidigung der Juden.
Der Titel lehnt sich an den Hexenhammer (Malleus maleficarum) an, das spätmittelalterliche Werk der Hexenverfolgung des deutschen Dominikaners, Theologen und Inquisitors Heinrich Kramer (um 1430 – um 1505).
Ziel dieser Veröffentlichung des Sammelbandes mit Material über Juden und die „Judenfrage“ war es, antisemitischen Anthologien entgegenzuwirken. In diesen Sammelbänden wurden häufig Zitate aus bekannten Quellen verwendet, die aus ihrem Kontext gerissen wurden, so dass sie in einem antisemitischen Sinne interpretiert werden konnten. Von historischem Interesse ist die Liste der deutschen Rabbiner aus dieser Zeit.
Das Vorwort stammt von dem Philosophen und Naturwissenschaftler Jakob Moleschott (geb. 1822 in Hertogenbusch; gest. 1895 in Rom), Professor in Zürich und Turin, einem Anhänger des freien Denkens, der darin die soziologischen und psychologischen Motive analysiert, die dem Antisemitismus zugrunde liegen.
Der Autor Lukas Meissel weist in seinem Artikel im Handbuch des Antisemitismus darauf hin, dass in den ausgewählten Texten zu findende Stereotype von Juden – im Gegensatz zu antisemitischen Schriften – positiv besetzt würden, und dass Texte teilweise tendenziös gewählt seien: So würden etwa von Friedrich Nietzsche als „pro-jüdisch“ auslegbare Zitate verwendet, ohne auf antisemitische Vereinnahmungen Nietzsches einzugehen.